# KS Bogoria Grodzisk Mazowiecki
Le Klub Sport Bogoria Grodzisk Mazowiecki est un club polonais de tennis de table situé dans la ville de Grodzisk Mazowiecki. L'équipe masculine est triple champion de pologne entre 2008 et 2010

## Effectif 2011-2012
- Sang-eun Oh
- Zeng Yi Wang
- Daniel Górak
- Robert Floras

## Palmarès
- Ligue des Champions :
  - Quart de finaliste en 2008 et 2012
- ETTU Cup :
  - Finaliste en 2013
- Championnat de Pologne (4) :
  - Champion en 2008, 2009, 2010 et 2012
  - Vice-champion en 2007 et 2011
- Coupe de Pologne (1) :
  - Vainqueur en 2008